# 阿基尔，上帝的愤怒
《阿基尔，上帝的愤怒》（德語：Aguirre, der Zorn Gottes，又译《三侠屠龙》、《阿基里：神谴》）是一部1972年德国的独立电影，由沃尔纳·赫尔佐格编剧及导演、克劳斯·金斯基主演。电影原声由一个德国前卫摇滚乐队制作。影片于1977年在美国艺术院线广泛上映，并成为其导演最著名的电影之一。
故事随西班牙军人洛普·德·阿基尔的旅程展开，他带领一群西班牙征服者延南美奥里诺科河寻找传说中的黄金城。这部电影以极简主义的故事和对白，创造了一种疯狂而荒诞的影像，与茂盛但无情的亚马逊丛林形成鲜明对比。虽然故事情节是模糊的基于阿基尔的历史形象，但在电影发行后许多年赫尔佐格承认其剧情是虚构的。一些人物和情节是从较早的亚马逊探险队的加斯帕·德·卡瓦哈尔所写日记中得到灵感，尽管卡瓦哈尔与影片中所讲的那次历史上的航行并无关系。
《阿基尔》是赫尔佐格与极具爆发性的金斯基合作的五部电影中的首部。赫尔佐格明白金斯基是出演疯狂的阿基尔的完美选择，但是他与这个演员在如何诠释这个角色上有不同观点，而且在拍片过程中常发生冲突。金斯基招牌式的发怒吓怕了全体工作人员和帮忙拍片的当地土著。影片完全在外景地拍摄，当中遇到了许许多多非比寻常的困难。摄制在秘鲁亚马逊河流域进行，历时五周，在乌卡亚利河的支流地区完成了拍摄。演员及工作人员翻越大山，穿越荆棘以打开通往各丛林外景地的道路，并用土著人制成的木筏在险恶的激流中漂流。
《阿基尔》在评论界赢得了广泛赞誉，并很快受到世界邪典电影迷的追捧。一些评论家声称这部电影是一部不朽杰作，它被《时代周刊》选入“有史以来最优秀的100部电影”。《阿基尔》的视觉风格和叙事手法强烈影响了弗朗西斯·科波拉1979年的电影《现代启示录》。

## 情節
1560年，一千名西班牙征服者，以及约二十名印第安人由安第斯山脉的基多向下面的密林行进。这一行人的任务是在贡萨洛·皮萨罗（亚历杭德罗·列普耶斯饰）的指挥下寻找黄金城。全副盔甲的一行人拖着加农炮穿过狭窄的山道以及炎热潮湿的茂密雨林。历尽艰难之后，皮萨罗命令一个有40人的小队继续前行、乘筏渡河。如果他们没能在两周内与大部队汇合禀报他们在河另一边的所见，他们将被判定为失踪。皮萨罗挑选堂佩德罗·德·乌苏亚（Pedro de Ursúa，鲁伊·古雷拉饰）任队长，堂洛普·德·阿基尔（克劳斯·金斯基饰）为副队长。随行的还有阿基尔的小女儿弗洛雷斯（塞西莉亚·里维拉饰，这是她出演的唯一一部电影）。 
四个木筏中的一个渡河时被卷入涡流。营救队没能接近它，直到第二天发现船上的人已全部死掉，他们是被藏匿于森林中的印第安人所谋杀。乌苏亚坚持所有人应被带回营地并正式下葬。阿基尔认为这会拖探险队的后退，于是命令贝鲁丘（丹尼尔·阿迪斯饰）用加农炮向木筏射击，把尸体炸成了碎片。 
幸存的那些木筏向河下游缓缓漂流。探险者们饱受酷热的煎熬。仍然藏在密林中的印第安人照例射出一阵箭雨向他们发动袭击。食物开始匮乏。由于情况日益变得险恶，乌苏亚认定他们的任务没什么希望，并命令他们撤回大部队。出于对权力的欲求，阿基尔抓住机会发动了反对乌苏亚的叛乱，告诉属下数不清的财富就在眼前。乌苏亚中弹，被交由其妻伊内兹（海伦娜·洛乔饰）照顾。阿基尔不放心部下的忠诚，颇具讽刺地提议由肥胖懒惰的堂费尔南多·德·古兹曼（彼得·伯林饰）担任队长。阿基尔宣称古兹曼为“新世界的国王”，“废黜”腓力二世。乌苏亚经历了一场滑稽的判决最后被判死刑，但古兹曼出乎意料的没有执行这个判决，而是给乌苏亚以特赦。

影片结尾处，阿基尔抓住一只猴子发出疯狂的呐喊

阿基尔是一位威权统治者，可怕到没什么人敢反对他的程度。那些抱怨的人都被诛杀。只有伊内兹有勇气去公然反对他。阿基尔明白一些士兵仍效忠于乌苏亚，于是对她的抗议不予理睬。
远征队继续前行，一名印第安人被探险者们抓获，当他看见圣经时表示不解时，他和他的妻子在远征队的牧师、加斯帕·德·卡瓦哈尔修士（戴尔·尼哥罗饰）的坚决主张下被处死。古兹曼被发现死在其中一只木筏的厕所门外。利用古兹曼之死，阿基尔宣布自己成为领导者。乌苏亚接着被押解上岸，并于丛林中被吊死。这群人袭击了印第安村落，许多探险者被投矛杀死。伊内兹发了疯，她走入丛林，再也没有回来。
阿基尔现在成了一群饱受饥饿与幻觉困扰者的首领。当这群人看到一只挂在一棵很高的树的最高树枝上的帆船后，他们感到恐惧和震惊。在一次印第安人袭击中，阿基尔的女儿胸部中箭而死去。其他军人也全部被杀。他孤身一人站在失去了方向，缓缓打转的筏子上。他最后发出疯狂的呐喊：“我，上帝的愤怒，将迎娶我的亲生女儿并且与她一起建立起有史以来血统最纯的王朝。我们将统治这整个大陆，直到永远。我是上帝的愤怒！”

## 演员表
| - 克劳斯·金斯基 .... 洛普·德·阿基尔 - 海伦娜·洛乔 .... 伊内兹·德·阿蒂恩萨 - 鲁伊·古雷拉 .... 堂佩德罗·德·乌苏亚 - 戴尔·尼哥罗 .... 加斯帕·德·卡瓦哈尔修士 - 彼得·伯林 .... 堂费尔南多·德·古兹曼 - 塞西莉亚·里维拉 .... 弗洛雷斯·德·阿基尔 | - 丹尼尔·阿迪斯 .... 贝鲁丘 - 爱德华·罗兰 .... 奥凯洛 - 阿曼多·波拉纳 .... 阿曼多 - 亚历杭德罗·列普耶斯.... 贡萨洛·皮萨罗 - 胡斯托·冈萨雷斯 .... 冈萨雷斯 |

## 制作
拍这部电影的想法来自赫尔佐格从一位朋友那里借来的关于历史上探险家的书。在读了半面关于洛普·德·阿基尔的介绍后，这位导演得到灵感并马上构思出整个故事。他虚构了绝大多数的情节和人物，虽然他借用了一些历史人物的名字，但故事则是完全虚构的。

### 电影剧本
赫尔佐格“在狂乱的状态中”开始写剧本，并仅仅用了两天半时间就将其完成。大部分手稿是在一次与他的足球队一起进行的200-英里（320-）的巴士旅行中完成的。这次旅行中，他的队友在赢得一场比赛后喝得烂醉，其中一人后来把秽物呕吐在赫尔佐格的几页手稿上，他立即将它们丢出窗外。赫尔佐格说后来他记不起在这几页上写了什么。
电影基本上是按照剧本拍摄的，虽然有一些小的区别。在剧本早期情节（皮萨罗命令乌苏亚带侦查队沿河而下）中，手稿上皮萨罗提到乌苏亚也许可以搞清弗朗西斯科·德·奥雷利亚纳（Francisco de Orellana）的探险队到底发生了什么事，那支队伍在几年前莫名失踪。（参见“历史准确性”一节）。之后，阿基尔和他的人找到一只船，上面有奥雷利亚纳的兵已经腐烂多时的尸体。在河的更下游的地方，他们发现挂在树梢的另一只船。在剧本中，阿基尔和他的部下搜查了那只船，但没有发现奥雷利亚纳和他的部下所留下的痕迹。赫尔佐格最后在电影里删掉了提及奥雷利亚纳的部分。 在树梢找到那只船的片段留了下来，但被拍成亦真亦幻的影像。
电影结局被做了相当的更改。赫尔佐格回忆说：“我只记得电影的结尾（与剧本）是完全不同的。结局本来因该是那只木筏冲入了大海却又被卷回内陆，因为亚马逊河每隔一段距离就会有一段回流。木筏就在那儿辗转反复。一只鹦鹉在那叫着：‘黄金城，黄金城’……”

### 赫尔佐格与金斯基
赫尔佐格认定饰演阿基尔这个角色的首选是克劳斯·金斯基。这两人许多年前就认识，当时金斯基是个为生计努力奋斗的年轻演员，他在赫尔佐格家的公寓租了一间房，这位寄宿者在他住在那儿的三个月里经常作出可怕而疯狂的古怪举动，给这位导演留下来很深印象。一些年后赫尔佐格记起了这位性格多变的演员并认识到他是扮演疯狂的阿基尔的唯一人选，然后他将一份剧本送给了金斯基。“凌晨三四点中时，电话铃响了，”赫尔佐格回忆道。“我至少用了两三分钟才认识到这口齿不清的叫声是金斯基发出的。在这一个小时后，我才慢慢明白他觉得剧本相当吸引人，并愿意饰演阿基尔。”
拍摄初期，赫尔佐格和金斯基就在饰演阿基尔的正确方式上争论起来。金斯基希望演成一个“狂乱、咆哮的疯子”，但赫尔佐格希望将其塑造成“安静些，但更加险恶。”为了得到自己想要的表演，拍每个镜头前赫尔佐格都会故意激怒金斯基。当等到这位暴躁的演员不自觉的倾泻怒火到“筋疲力尽”后，赫尔佐格才启动摄影机。
有一回，火爆的金斯基对演员和工作人员们在小棚屋里玩牌所产生的噪声感到恼怒，向小屋开了三枪，打掉了一个外人的指甲。后来，金斯基还试图离开丛林外景地（因为赫尔佐格拒绝解雇一名收音師），直到赫尔佐格威胁要射杀他并自杀后才改变主意。 后面那件事引发了赫尔佐格要金斯基在枪口下表演的传闻。然而赫尔佐格在采访中否认了这个传言，解释到他只是在盛怒之下口头警告金斯基，努力阻止他从片场离开。这个著名事件被赫尔佐格与人合写的《尼斯湖事件》（Incident at Loch Ness）所戏仿。

### 拍摄
这部电影花了US$370,000，三分之一的预算付了金斯基的薪水。《阿基尔》用了九个月作前期规划，之后只用了五个星期拍完。电影是按照时间顺序拍的，因为赫尔佐格相信工作人员在河流上的前进应该直接与故事里探险者的旅程相对应。导演与演职人员乘木筏顺着瓦亞加河和纳奈河（Nanay）穿过秘鲁的乌路班巴峡谷（Urubamba Valley）。
所有演员都以英语念对白。演职人员来自十六个不同国家，英语使他们唯一的共同语言。另外，赫尔佐格觉得用英语拍摄《阿基尔》会增加这部电影在国际上上映的机会。然而，经费不足影响了后期录音制作，他“与负责这项工作者离开秘鲁，二人在途中都得四处躲债”。英语音轨最后被一条较高质量的德语版本所替换，这条音轨是在整个电影制作完成后后期合成的。赫尔佐格说金斯基对配音工作要价太高，所以他的对白是由另一名演员完成配音的。
低预算使得该片没法使用特技演员和特殊效果。演职人员不得不亲自爬山。穿越丛林，并且乘坐土著人制造的木筏顺着湍急的亚马逊河漂流。有一次，一场风暴使得河水泛滥，将摄制装备埋在了几英尺的河水下面并毁掉了所有为拍片而造的木筏。这次发大水被直接混合到故事情节中，一段包括发洪水和后来重造木筏的小插曲被拍了下来。
拍摄这部电影的摄影机是赫尔佐格从慕尼黑电影学院偷来的。许多年后，赫尔佐格回忆说：“那是一部非常简陋的35毫米摄影机，我在很多其他电影里也使用过它，所以我不认为它是一件赃物。对我来说它确实是一件必需品。我想要拍电影而且需要一部摄影机。对这件工具我有着某种天赋的权力。如果你需要呼吸空气，可你被禁闭在一件房子里，你只好抄起凿子和斧头毁掉一面墙。这绝对是你的权力。”
为了获得高潮戏要用到的猴子，赫尔佐格雇了几个土著去诱捕400只猴子；他预付给他们一半薪水，另一半收到（猴子）时再付。那些捕兽者准备将那些猴子卖给洛杉矶或迈阿密的某人，当赫尔佐格赶到机场那些猴子已经装在笼子里并准备运出秘鲁。他假扮成一名兽医并声称那些猴子在运出国以前需要接种疫苗。那些搬运者感到很窘，卸下那些猴子，赫尔佐格于是将它们装进自己的吉普车然后扬长而去，将它们用于拍摄，之后将它们全部放回了丛林。

## 反响
德国电视台在电影于影院上映的当天播放了这部电影。赫尔佐格指责这个行为使电影在德国的票房收入少得可怜。
《阿基尔》在美国于1977年由纽约客电影发行公司（New Yorker Films）发行，之前它已在“诸如墨西哥、委内瑞拉、阿尔及尔和巴黎这样的地方”成为广受欢迎的邪典电影。 它立即作为邪典电影风行于美国，纽约客电影发行公司在首映后的四年里宣扬它是电影目录中唯一没有停止发行的片子。
电影上映后获得的大部分评价都是积极的。文森特·坎比（Vincent Canby）在《纽约时报》上撰文称这部电影“绝对是出众的...赫尔佐格以一种特有的超然来看待（电影中人物）所有的行为。他镇定自若、不偏不倚。他甚至有一点逗趣的心态。大体上他经常以情节中意想不到关联使我们感到惊讶……这是一部令人回味无穷的杰作。”理查德·席克尔（Richard Schickel）在《时代杂志》上发表文章称“赫尔佐格给了观众以探索愚昧与迷念的机会，他平静的将一种冷静的疯癫呈现在荧幕之上。坦率地说，良好的表演、特别是金斯基对主角的精彩诠释，托马斯·毛奇的华丽摄影，使得《阿基尔》堪称伟大的电影。”雜誌的评论员托尼·雷恩斯（Tony Rayns）写到：“……每个场景每个细节都都被磨炼得独具特色。在这个层面上，这部片子毫不含糊地表达了预期的内容。但是同时，赫尔佐格颇赋激情和爆炸力的才能却未能自由驰骋，且这部电影充满了梦的瞬间。”
电影的声誉逐年增长。J.霍伯曼（J. Hoberman）曾写道《阿基尔》“不仅是一部伟大的电影而且是一部完美的电影...赫尔佐格的第三部电影...不但是一部里程碑式的影片，而且是成为了一种华丽的社会象征。” 詹姆斯·摩纳哥（James Monaco）的《电影指南》将本片描述成“一次对人类的困惑乃至疯狂状态的引人入迷、极具震撼力的探索……一次冲击传统观念的惊人体验。”丹尼·皮瑞（Danny Peary）写道，“自第一次观看《阿基尔》我就发现它是一部杰作。它令人无法抗拒、因人入胜；起先梦一般朦胧，而后勾起人的幻想。 罗杰·艾伯特将其列为他心目中的“伟大电影”之一，并且在2002年《视与听》（Sight & Sound）举办的评论家及电影制作这票选有史以来最杰出电影的活动中，艾伯特将其列为自己眼中的前十名。同一次票选中。导演桑托什·西万（Santosh Sivan）也将其列为他的前十名。1999年，《滚石》杂志将其列为“过去100年中风格独特的电影”之一。理查德·席克尔与查德·克里斯（Richard Corliss）在《时代周刊》编选的“有史以来100部最优秀的电影”中亦包含该片。在2007年They Shoot Pictures Don't They.com网站列出的“1000部最伟大电影”中排名第84位，这个名单是由超过650家杂志和电影学会评选出的。
《阿基尔》曾获得几个有声望的电影奖项。1973年，它因“在摄影艺术方面的突出成就”赢得了德国电影奖（Deutscher Filmpreis）。1976年，法国电影评论家联合会将其选为“最佳外语片”。
1977年，美国的國家影評人協會授予它“最佳摄影奖”。1976年它获得了凯撒奖“最佳电影”提名。

## 配乐
《阿基尔》的电影配乐是由德国酸菜摇滚（Krautrock）乐队完成的。这个乐队是在1970年由演奏键盘乐器的弗洛里安·弗里克创建，他在之前与赫尔佐格早就认识。
他曾经在这位导演的首部长片《生命的印记》（Signs of Life，1968）中饰演一名钢琴师。 这个乐队的阵容在它存在的时期(1970 – 2001)里历经了许多变化，乐队指挥弗里克和丹尼尔·菲克舍尔（Daniel Fichelscher）是乐队唯一不变的成员。《阿基尔》拍摄时乐队的成员是弗里克（钢琴、电子琴），菲克舍尔（电吉他、原声吉他（Steel-string acoustic guitar）、鼓)，尹畅(声乐)，以及罗伯特·埃里斯库（双簧管、排簫）。
为《阿基尔》所配的“催眠般的音乐”获得了相当大的肯定。罗杰·艾伯特写道：“音乐为影片定下了基调。它令人难以忘怀、神圣、具有人类性以及……这配乐对《阿基尔，或上帝的愤怒》来说至关重要。”写道：“这部电影的中心思想与动感的穆格（Moog synthesizer）和弗洛里安·弗里克的与美乐特朗相关的风琴所奏出的奇特音响极为相称，而且说实话：你很难不发现这中音乐所具有的令人敬畏、无法抵抗同时又令人不安的美感。这传奇般的音乐使得赫尔佐格电影的每个细节都多姿多彩……的音乐对导演的场面调度（Mise en scène）功劳甚巨。”
赫尔佐格解释道那唱诗般的声音是这样创造出来的：“我们用了一种奇特的乐器‘hoir-organ’。在里面有三条带子，它们的回路互相平行。……所有这些带子同时运转，在上面有一个风琴式的键盘，因之能够发出人类合唱似的声音，但同时又很虚幻和怪诞。”
1975年，Popol Vuh发表了题为《阿基尔》的专辑。虽然表面上它是赫尔佐格的电影的原声唱片，这张六声轨的密紋唱片只有两首歌取自《阿基尔，上帝的愤怒》（《Aguirre I (L'Acrime Di Rei)》和《Aguirre II》）。其他四首曲子是源自这个组合大约在1972－1974年录制的不同唱片。
《阿基尔》仅仅是该乐队许多次与导演合作中的第一次。Popol Vuh还为赫尔佐格的下列电影提供了配乐：《木雕家斯泰纳的狂喜》（1974）、《玻璃心》（1976）、《吸血鬼诺斯法拉图》（1979）、《路上行舟》（1982）、《发光的山脉》（1985）、《非洲黑奴》（1987）、以及《我最好的朋友》（1999）。 弗里克于2001年去世，赫尔佐格2003年的新片《时间之轮》用到了一首Popol Vuh以前未公开过的歌曲。

## 影响
弗朗西斯·福特·科波拉1979年的电影《现代启示录》（改编自约瑟夫·康拉德的中篇小说《黑暗之心》），受到了《阿基尔》的影响，因为里面包含着看上去是影射赫尔佐格电影的视觉形象。  科波拉自己也承认：“《阿基尔》以其不可思议的隐喻对我产生了强烈影响。如果我不提到它那就是不负责任。”
一些评论家认为《阿基尔》还直接影响了几部其他的电影。马丁·鲁宾曾写道：“科波拉的《现代启示录》和泰伦斯·马利克的《新世界》（2005）都受到了《阿基尔》的影响”；J·霍伯曼同意这点，并称赫尔佐格的“独具一格的亚马逊狂热梦想”无可质疑的影响了马利克过度夸张的《新世界》。 英国第四台认为“这部令人惊讶的，迷幻而朴素的小型史诗无论在风格还是叙事上都影响了包括《现代启示录》、《使命》、《铁血战士》、《厄夜丛林》（1999）在内的众多电影。”

## 历史真实性
虽然《阿基尔》中的大多数情节和人物完全是赫尔佐格想象出来的，历史学家还是指出该片在虚构的叙事中融入了一些16世纪的真实事件和历史名人。
电影中的主要人物阿基尔、乌苏亚、古兹曼、伊内兹以及弗洛雷斯都确曾是1560年从秘鲁出发寻找黄金城的一只探险队成员。秘鲁的殖民地长官派遣乌苏亚组织一只300人的远征队顺着亚马逊河进行探险。混血的伊内兹夫人一路上陪伴他。在途中的某地，职业军人阿基尔认为他可以以300人推翻西班牙对秘鲁的统治。阿基尔谋杀了乌苏亚，并宣布古兹曼为“秘鲁王子”。当最后古兹曼质疑阿基尔航向大西洋、征服巴拿马、穿过地峡并侵吞秘鲁的计划时，他也被刺杀了。其他试图反抗阿基尔的人同样也被处死。幸存的士兵征服了委内瑞拉海域的玛格丽塔岛并准备继续向大陆进军。然而，那时西班牙当局已经知晓了阿基尔的计划，当叛军到达委内瑞拉时，政府代表决定赦免阿基尔的属下。他们都接受了这个协议。在被逮捕之前，阿基尔处死了在整个旅程中都留在自己身边的女儿弗洛雷斯。之后他被抓获并被处以肢解的极刑。
赫尔佐格的剧本混合了1950年的远征和更早些的1541-1542年的亚马逊冒险。像乌苏亚一样，贡萨洛·皮萨罗和他的人进入亚马逊盆地以搜寻黄金城。各种麻烦折磨着探险队员，当皮萨罗确信黄金城已经不远时，他派弗朗西斯科·德·奥雷利亚纳领一只小队与大队分开继续前行，然后回来报告他们的发现。这个小队利用一只高桅横帆船沿河而下。随行的有加斯帕·德·卡瓦哈尔，他保有一本航行日记。当寻找传说中的城市的探险失败后，奥雷利亚纳和他的人由于水流流向的问题无法返回，于是继续顺流而下，最终于1542年到达了亚马逊河口。
金斯基疯狂的表演与真实的阿基尔确有相似之处。阿基尔的许多部下都认为他行为疯癫，是个“真正的自大杀人狂”。真实的阿基尔也确实像金斯基演的那样是个跛子，那是战争中负伤的结果。阿基尔经常进行的短小却极赋煽动性的训话则是基于史书中写道他有着“简单却极有说服力的口才”。 